# Arrade
Arrade is een geslacht van vlinders van de familie spinneruilen (Erebidae), uit de onderfamilie Hypeninae.

## Soorten
- A. bisinuata Hampson
- A. cristatum Hampson, 1893
- A. destituta Walker, 1865
- A. erebusalis Walker, 1863
- A. juba Schaus, 1913
- A. linecites Schaus, 1916
- A. monaeses Schaus, 1913
- A. ostentalis (Walker, 1863)
- A. percnopis Turner, 1908
- A. rudisella Walker, 1863
- A. samoensis Tams, 1935
- A. stenoptera (Bethune-Baker, 1911)
- A. vitellialis Walker, 1858